# میکاویلی (کارولینای شمالی)
میکاویلی (به انگلیسی: Micaville) یک منطقهٔ مسکونی در ایالات متحده آمریکا است که در شهرستان ینسی، کارولینای شمالی واقع شده‌است. میکاویلی ۷۴۴٫۰۳ متر بالاتر از سطح دریا واقع شده‌است.